# Implodes
Implodes est un groupe de rock indépendant américain, originaire de Chicago, dans l'Illinois. Formé en 2009, le groupe joue une musique éthérée oscillant entre shoegazing et post-rock.

## Biographie
Le groupe se forme en 2007 à Chicago, il est composé de Ken Camden à la guitare, Matt Jencik au chant et à la guitare (ancien bassiste de Don Caballero de 1994 à 1996), Emily Elhaj à la basse, et Justin Rathell à la batterie. Le groupe publie un premier album en 2009 qui consiste en une compilations de démos enregistrées entre 2007 et 2009. Après avoir signé sur le label Kranky un album intitulé Black Earth est publié en 2009. Le troisième album du groupe voit le jour en 2013, toujours sur le label Kranky, il se nomme Recurring Dream et reçoit un assez bon accueil de la presse spécialisée,.